# Efectul Zeigarnik
Efectul Zeigarnik afirmă că oamenii își amintesc procesele incomplete sau întrerupte mai bine decât procesele complete.
Psihologul rus Bluma Zeigarnik este primul care a studiat fenomenul după ce a observat că ospătarii își aminteau comenzile doar cât timp respectivele comenzi erau în procesul de a fi servite.
Unii psihologi sugerează că studenții care doresc să își amintească materia mai bine ar trebui să își lase învățatul neterminat când iau pauze.